# 平賀隆保
平賀 隆保（ひらが たかやす）は、戦国時代の武将。安芸の国人領主。大内氏の家臣。沼田小早川氏の一族で、後に安芸平賀氏の家督を相続した。

## 生涯
安芸国人領主・船木常平（小早川扶平の三男）の次男として誕生。幼名は亀寿丸。従兄に小早川正平がいる。
父・常平は周防・長門国の戦国大名沼田本家の当主で兄の興平に従い尼子方についていたが、やがて興平が大内方に寝返った際に尼子家に残ったとされ、結果的に本家と袂を分かつ事になり、大内家と尼子家の争いの最中で天文10年（1541年）に興平の後を継いでいた沼田家の当主・正平により攻められ自刃した為、隆保は大内義隆に庇護され兄弟と共に山口に送られ、人質でありながら義隆の寵童となった。この時、9歳又は10歳であったとされる。天文18年（1549年）に大内方の安芸の国人領主・平賀隆宗が備後神辺城の攻撃中に死去すると、隆宗の祖父の平賀弘保は、隆宗の弟・新九郎（後の平賀広相）への家督相続を願ったが、義隆はその願いを聞き入れず、寵童であった亀寿丸を平賀氏の当主に据えた。平賀氏一族はこれを不満に思っていたが、表立った抵抗はできなかった。平賀氏の当主となった亀寿丸は間もなく義隆より偏諱を受けて元服し、隆保と名乗る。
しかし、その義隆が天文20年（1551年）に陶隆房の謀反で殺害されると（大寧寺の変）、毛利元就が隆房の意向もあり隆保の頭崎城を攻撃し、隆保は西条盆地の大内氏拠点・槌山城に逃亡する。そして、槌山城で最後の抵抗を試みるが元就の攻撃によって落城し自刃した。平賀氏の家督は新九郎（平賀広相）が継いだ。生年は不明であるが、山口に送られた時の年齢を基に逆算すると1531年或いは1532年となる。